# Renato Corti
Renato Corti (Galbiate, 1 de março de 1936 – Rho, 12 de maio de 2020) foi um cardeal italiano e bispo-emérito de Novara. Foi bispo dessa mesma diocese desde 1990 até à sua renúncia em 2011. O papa Francisco elevou-o a cardeal no consistório de 19 de novembro de 2016.

## Primeiros anos
Renato Corti nasceu em Galbiate, na província italiana de Lecco, parte integrante da arquidiocese de Milão, em 1 de março de 1936.
Estudou no seminário em Milão, tendo sido ordenado sacerdote em 28 de junho de 1959 pelo cardeal Giovanni Battista Montini (que viria mais tarde a ser o papa Paulo VI). Teve como principais funções servir como vigário paroquial do oratório de Caronno Pertusella de 1959 a 1967, ser o diretor espiritual do colégio de Gorla Minore de 1967 a 1969, ser o diretor espiritual do seminário arquidiocesano de Saronno de 1969 a 1977, tendo-se tornado o reitor de teologia desse mesmo seminário. Em novembro de 1980 foi nomeado vigário geral da arquidiocese de Milão.

## Episcopado
O Papa João Paulo II nomeou-o bispo auxiliar da Arquidiocese de Milão em 30 de abril de 1981 e bispo titular de Zallata. Recebeu a ordenação episcopal em 6 de junho de 1981, tendo como ordenante principal o arcebispo Carlo Maria Martini e como coordenantes os bispos Libero Tresoldi e Bernardo Citterio. O mesmo papa nomeou-o bispo de Novara em 19 de dezembro de 1990, sucedendo a Aldo Del Monte, tendo entrado solenemente na diocese em 3 de março de 1991.
Em Novembro de 2007, alguns meses após o Papa Bento XVI ter regulamentado a possibilidade do uso do Missal Romano de 1962, três padres da diocese de Novara recusaram-se a celebrar a missa de domingo se não lhes fosse permitido usar apenas a tradicional liturgia tridentina. Corti suspendeu-os.
Enquanto bispo de Novara, foi também nomeado como vice presidente da conferência de bispos italianos (2000 a 2005) e vice presidente da conferência regional de bispos de Piemonte. Assumiu também funções na cúria romana como membro da Congregação para as Igrejas Orientais, e da Congregação para a Evangelização dos Povos.
O Papa Bento XVI aceitou a sua renúncia como bispo de Novara em 24 de novembro de 2011. Depois da sua resignação, vivendo em Rho ao lado dos Oblatos de Santos Ambrósio e Carlos, continuou a liderar exercícios espirituais para religiosos e leigos.
A convite do Papa Francisco, escreveu as meditações usadas na via crúcis que o papa presidiu no coliseu de Roma em 2015.

## Cardinalato
O Papa Francisco elevou-o a Cardeal-presbítero no consistório de  19 de novembro de 2016, tendo-lhe atribuído o título de São João na Porta Latina. Tendo mais de 80 anos, Renato Corti nunca pode participar de nenhum  conclave.

## Morte
Corti morreu no dia 12 de maio de 2020 em Rho, aos 84 anos.